# ODROID
ODROID er en serie af single-board computerere og tavlecomputere lavet af Hardkernel Co., Ltd. i Sydkorea. Selv om navnet ‘ODROID’ er et portmanteau af ‘open’ + ‘Android’, er hardwaren ikke åben da dele af designet ikke er offentliggjort af selskabet. 
Mange ODROID systemer er ikke kun i stand til at køre Android, men også standard Linux distributioner.

## Hardware

### Specifikationer
| Navn                                                  | Billede         | År         | CPU | GPU                                                               | RAM                                                                 | Lager                                          | USB                                                         | Video ud                                                                         | Audio ind | Audio ud             | Datanet                     | Periferienheder                                                             | Elkilde                      | Printplade størrelse | OS                          |
| ----------------------------------------------------- | --------------- | ---------- | --- | ----------------------------------------------------------------- | ------------------------------------------------------------------- | ---------------------------------------------- | ----------------------------------------------------------- | -------------------------------------------------------------------------------- | --------- | -------------------- | --------------------------- | --------------------------------------------------------------------------- | ---------------------------- | -------------------- | --------------------------- |
| ODROID                                                |                 | 2009       | Samsung S5PC100 833 MHz, Cortex-A8                                                                          |                                                                   | 512 MB DDR2                                                         | 2 GB microSD, 8 GB SDHC                        | USB, batteriopladning, serielport til systemovervågning     | standard type-C HDTV                                                             |           |                      | Marvell 8686 & CSR BC4-ROM  | 3-axis acceleration sensor                                                  |                              |                      | Android v1.5                |
| ODROID-U2                                             |                 | 2012       | 1.7 GHz Exynos 4412                                                                                         | Mali-400 MP4 quad-core 440 MHz                                    | 2 GB DDR2                                                           | microSD card slot, eMMC module socket          | 2 × USB-A Host, 1 × ADB/Mass storage (mikro-USB)            | Micro HDMI-stik                                                                  |           | 3.5 mm jack og HDMI  | 10/100 Ethernet (8P8C)      |                                                                             | 5 volt @ 2 A                 | 48 × 52 mm           | Android, Ubuntu, Arch Linux |
| ODROID-X2                                             | Odroid-X2 Board | 2012       | 1.7 GHz Exynos 4412                                                                                         | Mali-400 MP4 quad-core 440 MHz                                    | 2 GB DDR2                                                           | SD card slot, eMMC module socket               | 6 × USB A Host, 1 × ADB/Mass storage (Micro USB)            | Micro HDMI-stik, RGB 24-bit LCD interface port                                   | Mic       | 3.5 mm jack og HDMI  | 10/100 Ethernet (8P8C)      | udvidelsesporte til GPIO, UART, I²C, SPI-bus, ADC and LCD                   | 5 volt @ 2 A                 | 90 × 94 mm           | Android, Ubuntu             |
| ODROID-U3                                             |                 | 2014       | 1.7 GHz Exynos 4412 Prime                                                                                   | Mali-400 MP4 quad-core 533 MHz                                    | 2 GB LPDDR2 PoP (Package on Package)                                | microSD card slot, eMMC module socket          | 3 × USB 2.0 A Host 1 x USB 2.0 ADB/Mass Storage (Micro USB) | Micro HDMI-stik                                                                  |           | 3.5 mm jack and HDMI | 10/100 Ethernet (8P8C)      | udvidelsesporte til GPIO, UART, I²C, SPI-bus, PWM ADC and LCD               | 5 volt @ 2 A                 | 83 × 48 mm           | Android, Ubuntu, Arch Linux |
| ODROID-XU                                             |                 | 2013       | Exynos 5410 Octa big.LITTLE ARM Cortex-A15 @ 1.6 GHz quad-core and ARM Cortex-A7 @ 1.2 GHz quad-core CPUs   | PowerVR SGX544MP3 (OpenGL ES 2.0, OpenGL ES 1.1 og OpenCL 1.1 EP) | 2 GB LPDDR3 PoP (Package on Package)                                | microSD card slot, eMMC 4.5 module socket      | 4 × USB 2.0 A Host 1 x USB 3.0 Host, 1 x USB 3.0 OTG        | Micro HDMI-stik 1.4a output Type-D, MIPI DSI and touchscreen I²C porte           |           | 3.5 mm jack and HDMI | 10/100 Ethernet (8P8C)      | udvidelsesporte til GPIO, UART, I²C, SPI-bus, PWM ADC and LCD               | 5 volt @ 4 A                 | 94 × 70 × 18 mm      | Android, Ubuntu             |
| ODROID-XU3/XU3-Lite                                   |                 | 2014       | Exynos 5422 Octa big.LITTLE ARM Cortex-A15 @ 2.0 GHz (Lite @ 1.8 GHz) quad-core og Cortex-A7 quad-core CPUs | Mali-T628 MP6 (OpenGL ES 3.0/2.0/1.1 and OpenCL 1.1 Full profile) | 2 GB LPDDR3 RAM at 933 MHz (14.9 GB/s memory bandwidth) PoP stacked | microSD card slot, eMMC5.0 HS400 Flash Storage | 4 × USB 2.0 A Host 1 x USB 3.0 Host, 1 x USB 3.0 OTG        | Micro HDMI-stik 1.4a output Type-D, Integrated power consumption monitoring tool |           | 3.5 mm jack og HDMI  | 10/100 Ethernet (8P8C)      | udvidelsesporte til GPIO, UART, I²C, SPI-bus, PWM ADC og LCD                | 5 volt @ 4 A                 | 94 × 70 × 18 mm      | Android, Ubuntu             |
| ODROID-W (produktionsophør) (W for Wearable computer) |                 | 2014       | Broadcom BCM2835 ARM11 @ 700 MHz                                                                            | Broadcom VideoCore IV                                             | 512 MB DDR2 SDRAM                                                   | microSD card slot, eMMC module socket          | 1 x USB 2.0 Host                                            | Micro HDMI-stik 1.4a output Type-D                                               |           |                      |                             | udvidelsesports for GPIO, MIPI input til kamera, PWM ADC og real-time clock | 5 V input fra Micro-USB stik | 60 x 36 mm           |                             |
| ODROID-C1                                             |                 | 2014       | Amlogic S805, 4× Cortex-A5 @ 1.5 GHz                                                                        | Mali-450 MP2                                                      | 1 GB DDR3 SDRAM                                                     | microSD card slot, eMMC module socket          | 4× USB 2.0 Host, 1× USB 2.0 OTG                             | Micro HDMI-stik Type-D                                                           | —         | —                    | 10/100/1000 Ethernet (8P8C) | udvidelsesporte til konsol UART, IR receiver, GPIO, I²C, SPI, ADC           | 5 V DC input                 | 85 × 56 mm           | Linux, Android              |
| ODROID-C1+                                            |                 | 2015       | Amlogic S805, 4× Cortex-A5 @ 1.5 GHz                                                                        | Mali-450 MP2                                                      | 1 GB DDR3 SDRAM                                                     | microSD card slot, eMMC module socket          | 4× USB 2.0 Host, 1× USB 2.0 OTG                             | standard HDMI-stik Type-A                                                        | —         | —                    | 10/100/1000 Ethernet (8P8C) | udvidelsesporte til konsol UART, IR receiver, GPIO, I²C, SPI, ADC           | 5 V input fra Micro-USB stik | 85 × 56 mm           | Linux, Android              |
| ODROID-XU4                                            |                 | 2015       | Exynos 5422 Octa big.LITTLE ARM Cortex-A15 @ 2.0 GHz quad-core og Cortex-A7 quad-core CPUs                  | Mali-T628 MP6 (OpenGL ES 3.0/2.0/1.1 and OpenCL 1.1 Full profile) | 2 GB LPDDR3 RAM at 933 MHz (14.9 GB/s memory bandwidth) PoP stacked | microSD card slot, eMMC5.0 HS400 Flash Storage | 1 × USB 2.0 A Host 2 x USB 3.0 Host                         | HDMI-stik 1.4a output Type-A                                                     |           | HDMI                 | 10/100/1000 Ethernet (8P8C) | udvidelsesporte til GPIO, UART, I²C, I²S, SPI-bus, PWM ADC                  | 5 volt @ 4 A                 | 83 x 59 x 18 mm      | Linux, Android              |
| ODROID-C2                                             |                 | March 2016 | Amlogic S905, 4× Cortex-A53 (ARMv8 64bit)                                                                   | Mali-450 MP3 (3 Pixel +2 Vertex Shader)                           | 2 GB DDR3 SDRAM                                                     | microSD card slot, eMMC module socket          | 4× USB 2.0 Host                                             | Type-A HDMI 2.0 4K/60Hz                                                          | —         | —                    | 10/100/1000 Ethernet (8P8C) | udvidelsesporte til konsol UART, IR receiver, GPIO, I²C, SPI, ADC           | 5 V2A DC input               | —                    | Linux, Android              |